# Bravos de Nuevo Laredo
Bravos de Nuevo Laredo, A.C., znany najczęściej jako Bravos – meksykański klub piłkarski z siedzibą w mieście Nuevo Laredo, w stanie Tamaulipas. Obecnie gra w Segunda División de México (III szczebel rozgrywek). Domowe mecze rozgrywa na obiekcie Estadio Unidad Deportiva Benito Juárez, mogącym pomieścić 5 tysięcy widzów.